# Berkeley Timesharing System
Le Berkeley Timesharing System désigne un système d'exploitation informatique pionnier, spécialement conçu pour le temps partagé, élaboré à l'Université de Berkeley au milieu des années 1960, dans le cadre du projet Genie et commercialisé par le constructeur informatique californien Scientific Data Systems. Ce fut le premier système de temps partagé à vocation commerciale permettant la programmation utilisateur à usage général, y compris le langage machine.
SDS l'a conçu pour son ordinateur d'informatique industrielle appelé SDS 940
La mise en œuvre a commencé avec l'arrivée du SDS 930 qui a été légèrement modifié, et un système d'exploitation a été écrit à partir de zéro.

## Contexte
A cette époque, au milieu des années 1960, même aux Etats-Unis, la plupart des ordinateurs fonctionnaient avec le traitement par lots : un utilisateur à la fois sans interactivité. Quelques systèmes pionniers tels que l' Atlas Supervisor de l'Université de Manchester, le Compatible Time-Sharing System du MIT et le Dartmouth Time-Sharing System du Dartmouth College nécessitaient de grandes machines coûteuses.
La presse informatique révèle en avril 1965 qu'une installation de temps partagé pour  la recherche en ligne, avec son propre système d’exploitation, basé sur un langage de base, Fortran refondu, sera financée par l’ARPA à
l’Université de Berkeley, en vue d'un noyau de 32 Ko modifié sur
SDS 930 et un PDP-5 et un affichage plus six consoles Teletype. Scientific Data Systems  dispose alors d'un carnet de commandes de 30 millions de dollars et ses prévisions de bénéfice par action sont passés de 1,02 à 1,50 dollars. L’entreprise a livré le premier ordinateur à circuit intégré et a annoncé un 9300 à usage spécial appelé le DES-(Solveur d’équation numérique.
Par la suite, mi-mars 1966, SDS a présenté son Sigma 7, système informatique dit "en temps réel", conçu pour les environnements "multi-usage". Il est présenté comme un ordinateur avec trois fois la puissance de calcul d’une machine dans son prix".
L’objectif est la combinaison de fonctionnement en temps réel, temps partagé, multiprogrammation et multitraitement
dans un seul système d’exploitation et à un coût,  200 000  à 1 million de dollars, selon la configuration, qui rend un tel système disponible au plus grand nombre d'utilisateurs.

## Développeurs
Parmi les étudiants qui ont travaillé sur le système de temps partagé de Berkeley, Chuck Thacker, L. Peter Deutsch et le doctorant Butler Lampson.

## Cœur de système
Le cœur du système était le "Monitor", sorte de Noyau de système d'exploitation, complété par l'"Executive", ce qu'on appelle aujourd'hui une interface de ligne de commande ) .

## Suites commerciales

### Ajout au catalogue
Max Palevsky, cofondateur de Scientific Data Systems, ne souhait pas au début le vendre en tant que produit, ne percevant pas de demande commerciale. D'autres clients ayant exprimé leur intérêt, ce fut ajouté au catalogue, comme variante à valeur ajoutée du SDS 930.

### Novembre 1967, le SDS 940
En novembre 1967, ce fut commercialisé sous le nom de SDS 940  En août 1968, une version 2.0 fut annoncée, simplement appelée « SDS 940 Time-Sharing System ». Les autres systèmes de partage de temps étaient généralement des systèmes uniques ou limités à une seule application (comme l'enseignement du BASIC de Dartmouth ). Le 940 a été le premier à permettre une programmation à usage général et s'est vendu à environ 60 unités : ce n'est pas grand par rapport aux normes actuelles, mais cela représentait une part importante des revenus de SDS.

### Utilisation par Bolt, Beranek and Newman
Parmi les clients, la firme Bolt, Beranek et Newman. Le système d'exploitation TENEX pour l'ordinateur central PDP-10 utilisait de nombreuses fonctionnalités du système de partage de temps SDS 940, mais étendait la gestion de la mémoire pour inclure la pagination à la demande.

### Influence sur Unix
Certains concepts du système d'exploitation ont également influencé la conception d'Unix, dont le concepteur Ken Thompson a travaillé sur le SDS 940 alors qu'il était à Berkeley. L'éditeur de texte QED a été mis en œuvre pour la première fois par Butler Lampson et L. Peter Deutsch pour le système de partage de temps de Berkeley en 1967.

### Utilisation par Tymshare
Un autre client important était Tymshare, qui a utilisé le système pour devenir le service de multipropriété commerciale le plus connu des États-Unis à la fin des années 1960. En 1972, Tymshare comptait à elle seule 23 systèmes en fonctionnement.

## Pour approfondir
- Butler Lampson, W. Lichtenberger et M. Pirtle, « A user machine in a time-sharing system », Proceedings of the IEEE, vol. 54,‎ décembre 1966, p. 1766–1774 (DOI 10.1109/proc.1966.5260, lire en ligne [archive du 14 février 2016]) Reprinted in Computer Structures, ed. Bell and Newell, McGraw-Hill, 1971, pp 291–300